# Martherenges
Martherenges es una localidad y antigua comuna suiza del cantón de Vaud, situada en el distrito de Gros-de-Vaud. Desde el 1 de enero de 2013 hace parte de la comuna de Montanaire.

## Historia
La primera mención escrita de Martherenges data del siglo XV bajo el nombre de Martherenges. La comuna formó parte hasta el 31 de diciembre de 2007 del distrito de Moudon, círculo de Saint-Cierges. La comuna mantuvo su autonomía hasta el 31 de diciembre de 2012. El 1 de enero de 2013 pasó a ser una localidad de la comuna de Montanaire, tras la fusión de las antiguas comunas de Chanéaz, Chapelle-sur-Moudon, Correvon, Denezy, Martherenges, Neyruz-sur-Moudon, Peyres-Possens, Saint-Cierges  y Thierrens.

## Geografía
La antigua comuna limitaba al norte y este con la comuna de Moudon, al sur con Jorat-Menthue, y al oeste con Chapelle-sur-Moudon.

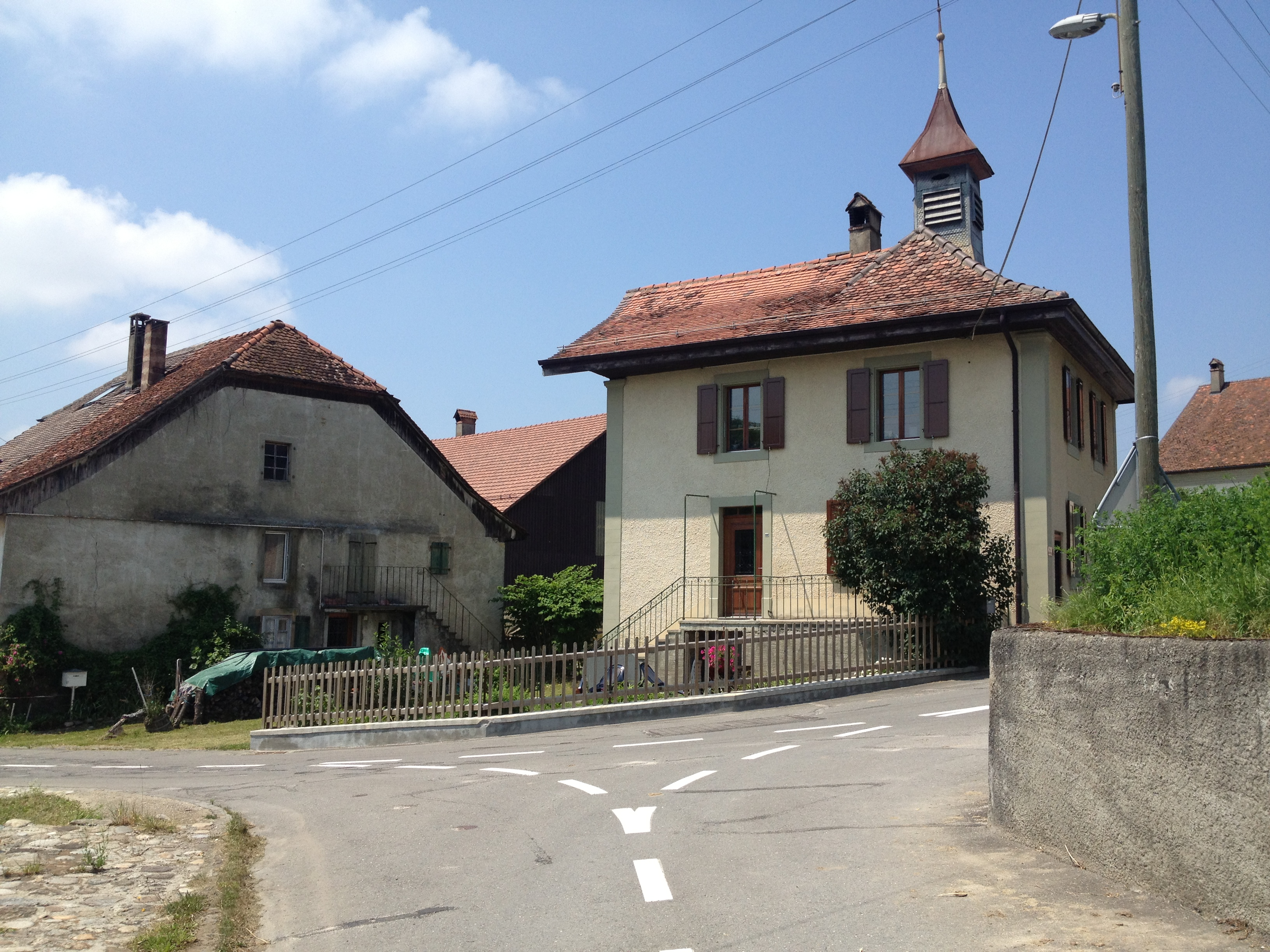
Vista de Martherenges.